# Pu Yi
Aisin Gioro Puyi ili Pu Yi (kineski: 溥儀, Pǔyí) (Peking, 7.  veljače 1906. -  17. listopada 1967.), bio je posljednji vladar Qing dinastije i posljednji kineski car.
Vladao je od 2. prosinca 1908. godine, kao maloljetan uz pomoć svoga strica Zaifenga, a njegov vladajući naslov Xuantong (kineski: 宣統), po kojem je također poznat, objavljen je na kinesku Novu godinu 22. siječnja 1909. godine. Poslije Xinhai revolucije 1911. godine, Pu Yi je bio prisiljen abdicirati 12. veljače 1912. godine i odreći se svoga prava da bude car, ali zadržavajući samo nominalno naslov vladara Qing dinastije i carskog klana Aisin Gioro sve do 5. studenoga 1924. godine, kada ga je vojskovođa Feng Yuxiang protjerao iz Zabranjenog grada.
Bio je također regent japanske marionetske države Mandžukuoa od 9. ožujka 1932. do 15. kolovoza 1945. godine, od 1. ožujka 1934. godine i kao car Kangde (康德皇帝). Poslije kapitulacije Japana, Pu Yi završava prvo u sovjetskom zatočeništvu 1945. – 1950. godine, a poslije u kineskom 1950. – 1960. godine kada je oslobođen.
Pu Yiova carica bila je Wanrong, ali pored nje imao je i nekoliko konkubina. 
Nakon prekvalifikacije Pu Yi počinje raditi kao vrtlar i ženi se medicinskom sestrom. Godine 1964. postaje član Narodne političke konzultativne konferencije Kine i ostaje član sve do svoje smrti.
Pu Yi umire od raka 1967. godine u Pekingu. Pokopan je kao običan građanin u Kini i stoga nije dobio tradicionalno postumno ime koje su svi dotadašnji carevi imali.
Izvan Kine je Pu Yi danas najpoznatiji po filmu Bernarda Bertoluccia Posljednji kineski car iz 1987. godine, koji je temeljen na Pu Yiovoj (ghostwriter) autobiografiji.